# Тарих-и Рашиди
«Тарих-и Рашиди» (перс. تاریخ رشیدی‎) — исторический труд деятеля Могульского ханства, военного генерала и поэта Мухаммада Хайдара Доглата. Книга была завершена в середине XVI века в Кашмире после изгнания эмиров из племени доглат из страны. Данное произведение посвящено истории родного государства Мухаммада Хайдара — Могулии, и ханам из династии туглуктимуридов, правившим на этой земле с XIV по XVI века. Название же данной книги, по словам самого прославленного автора, дано в честь чагатаидского хана Абд ар-Рашида, правившего в Могульском ханстве после своего отца Султана Саид Хана, и по приказу которого Мухаммад Хайдар был изгнан из своей родины.
Книга разделена на две части (перс. Daftar‎ — в переводе «тетрадь»). В первой части Тарих-и-Рашиди описываются события с начала восхождения Туглук-Тимур Хана на престол правителя Могулистана до времени правления Абд ар-Рашид хана в Яркенде. Вторая часть книги сосредоточена на взаимоотношениях Могулистана с соседними государствами и народами, такими как узбеки-шайбаниды, чагатаи, казахи и другие. Автор также предоставляет ценные исторические сведения по истории этих народов.

## Содержание
Часть I
Пролог
1. Начало Тарих-и Рашиди
2. Ранняя история Туглук Тимура
3. Обращение Туглук Тимура в ислам
4. Извлечения из Зафар-наме об экспедиции Туглук Тимура в царство Мавераннахр
5. Интриги между Туглук Тимуром и Амир Хаджи Барласом — его возвращение из берегов Джихуна и встреча с тремя принцессами
6. Второе вторжение Туглук Тимура в Мавераннахр
7. Возвращение Туглук Тимура в свою столицу
8. Ильяс Ходжа Хан
9. Возвращение Амира Хусейна и Амира Тимура в Тайхан и Бадахшан, и перемирие между ними
10. Проход Тимура через реку по каменному мосту и бегство армии Джете
11. Сон Амира Тимура который он посчитал хорошим знаком для начала войны с Ильяс Ходжа Ханом
12. Битва Амиров Хусейна и Тимура с армией Джете. Победа Амиров над Джете
13. Курултай Амиров Хусейна и Тимура и возвышение Кабил Шах Оглана в ранг хана
14. Битва Мира
15. Осада Самарканда армией Джете
16. Последние дни Ильяс Ходжи Хана и события произошедшие в дни после его смерти — возвышение Камар ад-Дина
17. История Камар ад-Дина
18. Третье вторжение Амира Тимура в страну Джете (т.е Могулистан)
19. Свадьба Амира Тимура с принцессой Дильшад Ага
20. Третья экспедиция Амира Тимура в Хорезм и его возвращение вследствие восстания Сари Буга, Адильшаха и Баграм Джалаира
21. Четвёртая экспедиция Амира Тимура в страну Джете (т.е Могулистан)
22. Смерть принца Джахангира
23. Амир Тимур отправляет армию против Камар ад-Дина
24. Пятая экспедиция Амира Тимура в страну Джете (т.е Могулистан)
25. Последние дни Амира Камар ад-Дина
26. Начало правления Хизр Ходжа Хана, сына Туглук Тимура
27. Мухаммад Хан, сын Хизр Ходжа Хана
28. Шир Мухаммад Хан, сын Мухаммад Хан
29. Ранняя жизнь Увайс Хана
30. Амир Сайид Али и истории связанные с ним истории
31. История о том что произошло между Шир Мухаммад Ханом и Увайс Ханом
32. Правление Увайс Хана
33. Амир Худайдат и его паломничество в Мекку
34. Мученичество Увайс Хана
35. Крушение (группы) Иразана после смерти Увайс Хана
36. Приём Йунус Хана и Иразана Улуг Беком в Самарканде
37. Правление Исан Буга Хана, сына Увайс Хана, после крушения Иразана
38. Экспедиция Амира Сайида Али для восстановления Кашгара
39. Ссоры между амирами и Исан Ходжа Ханом
40. Начало правления Йунус Хана
41. Подробное описание дел Йунус Хана
42. Прибытие Йунус Хана в Могулистан
43. Правление Мирза Саниза в Кашгаре после смерти его отца, Мир Сайида Али
44. Правление Дост Мухаммед Хана
45. Второе возвращение Йунус Хана из двора Султана Абу Саида
46. События которые последовали со смертью Дост Мухаммед Хана, правление Йунус Хана и убийство Бурудж Оглана
47. Шейх Джамал ад-Дин и его пленение ханом
48. Тресение произошедшие между Йунус Ханом и царями Мавераннахра после смерти Шейха Джамал Хара
49. Правление Мухаммад Хайдара Мирза в Кашгаре
50. Начало правления Мирзы Абу Бакра
51. О мирзах Хотана
52. Захват Хотана Мирзой Абу Бакром и истребление мирз сего города
53. Уловка Абу Бакра которая заставила Мирзу Мухаммад Хайдара изгнать его собственных амиров
54. Йунус Хан отправляется на помощь Мухаммад Хайдар Мирзе против Мирзы Абу Бакра который нанесёт поражение им обоим
55. Второй поход Йунус Хана против Яркенда и его поражение от рук Абу Бакра
56. Ранние дни Султана Махмуд Хана, сына Йунус Хана
57. Война произошедшая между Йунус Ханом и Мухаммад Хайдар Мирзой в Аксу
58. Мухаммад Хайдар Мирза атакует Мирзу Абу Бакра но терпит поражение и попадает в плен
59. Йунус и Могульский Улус входят в Ташкент. Мир установлен между тимуридскими султанами
60. Конец жизни Йунус Хана
61. Война между Султан Ахмад Мирзой и Султан Махмуд Ханом
62. Организация свадьбы моего отца с невесткой из ханской семьи
63. События в Ташкенте во время правления Султан Махмуд Хана. Последние годы и его смерть
64. Султан Ахмад Хан
65. Мансур Хан (Да будут грехи его прощены!)
66. Шах Хан, сын Мансур Хана
67. Султан Саид Хан, сын Султан Ахмад Хана
68. О достоинствах и Султан Саид Хана
69. Абд ар-Рашид Хан, сын Султан Саид Хана
70. Конец первой части Тарих-и Рашиди

Часть II
Пролог
1. Начало Второго Дафтара, который содержит сведенья о том что произошло среди Могульского Улуса, узбеками и чагатаями
2. Правление Йунус Хана и сведения о его жизни и списка его отпрысков
3. Конец правления Йунус Хана. Список его сыновей. Правление Султан Махмуд Хана и причина его падения
4. О мученической кончине Султан Махмуд Хана и его детей
5. Оставшиеся эпизоды истории Мирзы Мухаммад Хайдара Куркана
6. История Шахи Бек Хана
7. Рождение и становление Падишаха Бабура: его связь с могулами и ранняя история
8. Начало истории Султан Саид Хана и его страдания что он испытал в начале его карьеры
9. Бегство Мухммада Хусейна Гурхана в Хорасан от Шахи Бека
10. Поход Бабур Падишаха в Хорасан. Проблемы и расприи в Кабуле
11. О Походе Бабур Падишаха в Хорасан и его возвращении их Хорасана в Кабул
12. Короткое изложение о пребывании Бабур Падишаха в Кабуле и несколько историй связанных с этим
13. Экспедиция Шахи Бека в Хорезм. Захват этой страны Шахи Беком. Его возвращение в Мавераннахр и поход на Хорасан
14. Причина по которой Мухаммад Хусейн Гурхан сдался Шахи Беку. Мученическая смерть Шахи Бека и Султан Махмуд Хана
15. Некоторые приключения случившиеся с самим автором
16. Хазрат Мавлана Мухаммад Кази
17. Возвращение к истории
18. Случай с Султан Саид Ханом в Андижане. Его пленение и побег к Бабур Падишаху в Кабул
19. Жизнь Мирзы Хана в Бадахшане. Автор направляется из Бадахшана в Кабул
20. Поход Шахи Бек Хана против казахов и начало его падения
21. Начало вражды между Шахи Беком и Шахи Исмаилом и смерть первого позже
22. Прибытие новостей о поражении Шахи Бек Хана от рук Шах Исмаила. Марш Императора из Кабула в Кундуз
23. Короткое изложение о делах Сайид Мухаммад Мирзе и о деталях покорения страны Фергана
24. Бабур Падишах узнаёт об успехе Сайид Мухаммад Мирзы и посылает Султан Саид Хана на осаду Андиджана
25. Возвышение Бабур Падишаха на трон Мавераннахра
26. Поход хана в Андиджан и события связанные с этим
27. Короткое изложение о Мирзе Абу Бакре
28. Злодеяния Мирзы Абу Бакра
29. Убайдулла Хан идёт походом на Бухару. Он был встречен Бабур Падишахом. О битвах и событиях которые произошли тогда
30. Изложение о моём дяде Сайид Мухаммаде Мирза
31. Личные приключения автора
32. Изложение о Султан Саид Хане после его поражения от Суюнджук Хана
33. История казахов и их султанов: о значении их имени и их конце
34. События что последовали после битвы с Суюнджук Ханом а также по о прибытии Султан Саид Хана к казахам и Касим Хану
35. Изложение о чудесах Мавлана Мухаммада Кази
36. Некоторые другие детали о ранее сказанном
37. Короткая история о конце Шах Исмаила
38. Изложение о Шейбани который возвысился в Мавераннахре и властвует там и по сей день
39. Причины по которым Султан Саид Хан покинул Фергану и отправился в Кашгар
40. Описание Кашгара
41. Извлечения из Джахан-Кушаи
42. Мученическая смерть Имама Ала уд-Дин Мухаммада Хотани от рук Кучлука
43. Возвращение к основному рассказу
44. Битвы Султан Саид Хана с армией Мирзы Абу Бакра в Кашгаре
45. Поход Султан Саид Хана против Яркенда и некоторые дела связанные с этим
46. Захват Янгихисар: ключ к завоеванию Кашгара
47. Падение Мирзы Абу Бакра и факты связанные с этим а также конец его правления
48. Захват Кашгара
49. Историю о амирах что пошли в погоню за Мирзой Абу Бакром
50. Заключение об истории потомков Мирзы Абу Бакра
51. История хана после взятия Кашгара
52. Прибытие Айман Ходжа Султана из Турфана к хану
53. Хан (после лечения) проситься на переговоры с Мансур Ханом и признаёт его старшинство
54. Приход Мансур Хана
55. Рождение Искандера
56. Перестройка Аксу и переговоры посланников Мансур Хана и Султан Саид Хана
57. Смерть Хазрат Мавлана Мухаммад Кази
58. Встреча Мансур Хана и Султан Саид Хана и заключения мира между ними
59. Возвращение хана после мира, последующие события и прибытие Бабаджак Султана
60. Священная война хана против Сариг Югуров и причина по которой он вернулся
61. Кыргызский поход и захват Мухаммад Кыргыза
62. Давлят Султан Ханим, дочь Йунус Хана прибывает из Бадахшана в Кашгар
63. Празднование свадьбы Айман Ходжа Султан и Шах Мухаммад Султана
64. Начало вражды между ханом и Мирза Ханом. Первое вторжение хана в Бадахшан
65. Вторая встреча хана с Мансур Ханом
66. Заключение о делах Бабур Падишаха. Смерть его брата и причина неповиновения  его амиров
67. Заселение Могулистана и кыргызы. Начало карьеры Абд ар-Рашид Султана
68. Извлечения из Джахан-Кушаи о Ала уд-Дин Мухаммад Джувайни
69. Возвращение к нити истории
70. Раскаяние хана
71. Как хан желал стать дервишем и бросить трон ханства и как он от этой идеи отказался
72. Ходжа Тадж-уд-Дин
73. Ходжа Тадж-уд-Дину дозволено вернуться в Турфан. Хан заключает мир узбек-казахами. А также другие события
74. Рождение Султан Ибрагима сына Султан Саид Хана
75. Второе вторжение хана в Андижан
76. Последний визит хана в Могулистан. Могулы уходят из Могулистана в Кашгар. А также другие последующие события
77. Причины бегства Баба Султана. Заключение его истории
78. Заключение истории Шах Мухаммад Султана
79. Абд ар-Рашид Султан и поход автора на священную войну на Балор
80. Второе вторжение хана в Бадахшан и причины некоторых последующих событий
81. Причины разрыва между ханом и Айман Ходжа Султаном
82. Хан становиться учеником Ходжа Хаван Махмуда
83. Происхождение и жизнь Хазрат Ходжа Хаван Махмуд Шахаб-уд-Дина
84. Путь Хазрата Махдуми в Индию и дела связанные с этим
85. Чудеса Ходжи Нура
86. Конец описания жизни Ходжи Нура
87. Заключение истории Бабур Падишаха
88. Вторжение хана в Тибет
89. Описание местоположения, гор и простоев Тибета. Описание обычаев и религии его жителей
90. Об диковниках Тибета
91. Тибет и обычаи их людей
92. Хан идёт на священную войну против Тибета
93. Прибытие автора в Тибет и последующие события
94. Прибытие хана в Тибет за автором. Его вхождение в Балти а также поход автора на Кашмир
95. Пребывание хана в Балти
96. Прибытие автора в Кашмир и события связанные с этим
97. Описание Кашмира
98. Следующие чудеса
99. Извлечения из Зафар-наме
100. Обращение Кашмира в ислам и краткое изложение о мусульманских султанах Кашмира
101. О религиозных сектах Кашмира
102. Возвращение к нарративу
103. Возвращение из Кашмира и последующие события
104. Возвращение хана из Марула в его столицу — Яркенд, а также миссия автора в Урсанг
105. Смерть хана и изложение о его жизни
106. События в Кашгаре после смерти хана
107. Изложение о Мухаммади Барласе который являлся амир-уль-умара Абд ар-Рашид Хана
108. Поход автора на Урсанг. Убийство его брата Абдулла Мирзы. Описание похода
109. Страдания в Тибете и смерть племянника автора Махмуда Мирза
110. Автор направляется из Тибета в Бадахшан
111. Хумайун Падишах, сын Бабур Падишаха и его падение
112. Битва при Гангес
113. Бегство чагатаев из Хиндустана в Лахор
114. Истоки похода автора в Кашмир
115. Захват Кашмира автором. События связанные с чагатаями после из исхода их Хиндустана
116. Уход автора от Хумайун Падишаха. Захват Кашмира. Последующие события и заключение[4]

## Тюркские версии "Тарихи Рашиди"
В. В. Бартольд указывал на то, что существуют две тюркские адаптации «Тарихи Рашиди» — это перевод Мухаммада Садыка Кашгари, созданный в XVIII веке и хотанский перевод, написанный в середение девятнадцатого века. 
По мнению A. М. Мугинова, «Тарихи Рашиди» переводился на тюрки по меньшей мере трижды, при этом самый ранний перевод был сделан в 1747 году. 
Особый интерес представляет замечание З. В. Тогана, где он отмечает: «Хотя Хайдар Мирза написал свой Тарихи Рашиди на персидском языке, из некоторых списков этого произведения на чагатайском языке ясно, что он также лично перевел его на тюркский язык».
Также на эту мысль наводит сообщение Дж. Пирсона, посвященное обзору восточных рукописных фондов Великобритании и Ирландии. Он пишет, что в библиотеке «The British and Foreign Bible Society» хранится много современных персидских манускриптов и «важная тюркская рукопись Тарихи Рашиди, написанная в 1543 г.»

#### Мотивы перевода Тарих-и Рашиди на язык тюрки
Сын Эмин Ходжи — Искандер-ванг был инициатором перевода "Тарих-и Рашиди" на язык тюрки, он поручил перевести этот труд Мухаммаду Садику Кашгари, дабы эта история о династии туглуктимуридов, правивших в Кашгарии, начиная от Туглук Тимура и до Абд ар-Рашид хана, стала известна и понятна "для всех жителей Могулистана", примерно такую же риторику отмечал и Абд ар-Рахман-ванг, правитель Яркенда, когда поручил осуществить новый перевод "Тарих-и Рашиди" на тюркский язык Мухаммаду Ниязу в XIX веке:
«...край этот [Кашгария] принадлежит к области Моголистана и является местопребыванием могольских ханов. Жизненные обстоятельства ханов от времени Чингиз-хана до пресечения ханской династии в Моголистане неизвестны. Неизвестно также, сколько правителей царствовало в этом вилайете, каковы были установленные порядки, как они соблюдались и ко гда перестали действовать. «Надобно добыть книжку, где бы излагалась история правления ханов, или найти достойного доверия сказителя, который поведал бы об этих событиях, с тем чтобы имена могольских ханов не исчезли в здешнем мире и их жизненные обстоятельства не остались в забвении». 